# Игинский сельсовет
И́гинский сельсове́т — упразднённая административно-территориальная единица, существовавшая с 1920-х годов до 2010 года в составе Фатежского района Курской области. 
Административным центром было село Игино.

## География
Располагался на северо-западе района. Граничил с Железногорским районом Курской области и Троснянским районом Орловской области.

## История
Образован в первые годы советской власти в составе Нижнереутской волости Фатежского уезда. В 1928 году вошёл в состав новообразованного Фатежского района. В 1935—1963 годах находился в составе Верхнелюбажского района Курской области. 10 марта 1960 года к Игинскому сельсовету была присоединена часть территории упразднённого Новосельского сельсовета. 18 июля 1963 года в состав Игинского сельсовета из Молотычевского сельсовета были переданы деревни Новосёлки, Петроселки и Сергеевка. Игинский сельсовет при этом был переименован в Ясенецкий. 19 октября 1989 года сельсовет был восстановлен. Упразднён 26 апреля 2010 года путём присоединения к Верхнелюбажскому сельсовету.

## Населённые пункты
На момент упразднения в состав сельсовета входило 4 населённых пункта:
| № | Населённый пункт | Тип населённого пункта |
| - | ---------------- | ---------------------- |
| 1 | Игино            | село, адм. центр       |
| 2 | Красавчик        | хутор                  |
| 3 | Лесновка         | деревня                |
| 4 | Локтионово       | деревня                |

## Руководители сельсовета
- Докукина, Надежда Витальевна (1999—?)